# Rejtanów
Rejtanów – osada leśna w Polsce położona w województwie wielkopolskim, w powiecie ostrowskim, w gminie Ostrów Wielkopolski.
W latach 1975–1998 miejscowość należała administracyjnie do województwa kaliskiego.